# Those Not-So-Sweet Boys
Those Not-So-Sweet Boys (jap. 甘くない彼らの日常は。 Amakunai Karera no Nichijō wa.) ist eine abgeschlossene Manga-Serie von Yōko Nogiri, die in Japan von 2019 bis 2021 erschien. Die romantische Geschichte um eine Oberschülerin und drei Schulschwänzer wurde ins Deutsche und Englische übersetzt.

## Inhalt
Als Midori Nanami bei ihrem ersten Tag an der Oberschule ihre Brieftasche verliert und diese von einigen älteren Mitschülern vereinnahmt wird, hilft ihr Mitschüler Rei Ichijo. Gemeinsam mit seinen Freunden Chihiri Goshima und Yukinojo Ieiri nimmt er den Männern die Geldbörse ab und gibt sie Midori zurück. Sie kann sich jedoch nicht bei ihm bedanken, weil er wie seine beiden Freunde nicht mehr zur Schule kommt. Es gehen Gerüchte über die Drei um – sie wären suspendiert worden, weil sie Ärger gemacht hätten. Auch die fleißige Midori ist bald bedroht, von der Schule ausgeschlossen zu werden. Denn der Schuldirektor Keiichi Suzuki erwischt sie bei ihrem Nebenjob, was nach den Regeln der Schule verboten ist. Sie verdient trotzdem nebenbei Geld, um ihre Familie zu unterstützen, da ihr Vater gestorben ist und einen Berg Schulden zurückgelassen hat. Damit er sie damit durchkommen lässt und sie ihr Stipendium nicht verliert, soll sie die drei Schulschwänzer zurück in den Unterricht bringen. Dann könne Suzuki ihr auch einen erlaubten Job verschaffen. Und so stimmt sie zu, diese Aufgabe zu übernehmen, die sich jedoch schnell als schwieriger herausstellt, als sie dachte. Alle drei sind unnahbar, einer von ihnen gar der Sohn eines Yakuza. So versucht sie zunächst herauszufinden, warum die Jungs nicht mehr in die Schule gehen wollen. Denn sie waren zwar kurz suspendiert, hätten aber längst zurückkehren sollen. Während sie sich mit ihnen beschäftigt, verliebt sich das Mädchen in Rei.

## Veröffentlichung
Der Manga erschien zunächst in einzelnen Kapiteln im Magazin Dessert beim Verlag Kodansha. Dieser brachte die Serie von Juni 2019 bis Januar 2022 gesammelt in sieben Bänden heraus. Eine deutsche Übersetzung von Stefanie Probst erschien von Juni 2023 bis Juni 2024 vollständig bei Crunchyroll. Der US-amerikanische Ableger von Kodansha brachte den Manga auf Englisch heraus, auf der Plattform K Manga erschien diese Fassung online.